# Màrtirs de Tazacorte
Els Quaranta Màrtirs de Tazarcorte o Màrtirs del Brasil (Portugal i Espanya, entre 1540 i 1550 - Tazacorte, Canàries, 15 de juliol de 1570) són un grup de 40 jesuïtes joves, d'entre 20 i 30 anys, morts com a màrtirs mentre anaven camí del Brasil, per ésser-hi missioners. Són venerats com a beats per l'Església catòlica.

## Biografia
Nascuts entre 1540 i 1550, en diversos llocs (32 eren portuguesos i vuit espanyols), ingressaren i estudiaren a la Companyia de Jesús i foren destinats a les missions del Brasil en 1570. Eren dos sacerdots, dos diaques, 23 estudiants i catorze germans llecs, tots sota la direcció d'Inácio de Azevedo. Es reuniren a la Quinta do Vale do Rosal (Costa de Caparica, Portugal), on es prepararen per al viatge durant cinc mesos. Surten de Lisboa l'1 o el 2 de juny, en una flota de set vaixells on anava el nomenat llavors governador del Brasil, Luís de Vasconçelos e Meneses; 70 jesuïtes anaven en tres dels vaixells.
Van arribar a Funchal (Madeira) el 12 de juny de 1570, on s'aturà la flota per descansar i recollir provisions. Poc abans, cap al maig, havia sortit de La Rochelle (França), una flota francesa comandada per l'hugonot Jacques Sourie; va atacar Madeira però fou rebutjat per l'artilleria del castell del port i dels vaixells de Vasconçelos i marxà.
El 7 de juliol, la nau Santiago va continuar viatge cap a Santa Cruz de La Palma (Canàries), amb 39 jesuïtes i Inácio de Azevedo, i la tripulació. Foren atacats per alguns vaixells de Sourie, però una tempesta els dispersà. El Santiago continuà fent camí i arribà a Tazacorte (La Palma, Canàries), on es refugiaren mentre el mar es calmava. Els missioners foren acollits per la família Monteverde, un membre de la qual havia estudiat amb Azevedo a Porto. El 13 de juliol celebraren missa a l'església de Tazacorte, i Azevedo va tenir una visió del martiri que patirien poc després. Els vasos sagrats d'aquesta missa es conservaven com a relíquies a l'església de Tazacorte, fins que foren enviats a Roma en 1831. Azevedo deixà a Tazacorte, custodiades pel seu amic Melchor Monteverde, un cofret amb relíquies de diversos sants que li havien donat a Roma per tal que les portés al Brasil; avui, són a l'església de San Miguel de Tazacorte.
El 14 de juliol de 1570, el Santiago salpa rumb a Santa Cruz de la Palma, al sud. L'endemà, el vaixell Le Prince, de Jacques Sourie, els intercepta prop de la Punta de Fuencaliente, no lluny de Tazacorte. Azevedo reuní els seus companys i els exhortà a acceptar els designis divins i el martiri que veien arribar, però lluitant igualment contra els enemics, amb les armes i sostenint Azevedo un quadre de la Mare de Déu a les mans, que li havia donat el papa Pius V, al crit de: "Germans, defeneu la fe de Crist! Per la fe catòlica i l'Església Romana!"
Tots els jesuïtes foren morts o ferits, llevat del germà João Sanches, que fou pres i serví com a cuiner a la nau calvinista. A més, també morí João Adaucto, nebot del capità de la nau, que va vestir l'hàbit jesuïta per morir amb ells, ja que ell havia volgut entrar a la Companyia de Jesús. Morts o ferits, foren llençats al mar, on acabaren de morir.
Després, els francesos arribaren a San Sebastián de La Gomera pacíficament. En assabentar-se, dies després, del que havia passat, el comte de La Gomera, Diego de Ayala y Rojas, fa deslliurar a Jacques Sourie els membres de la tripulació del Santiago que havien quedat presoners. Un cop arribaren aquests a Funchal, relataren el que havia succeït, quedan recollit a la Relación del martirio del padre Ignacio de Azevedo y sus compañeros.

### Llista dels màrtirs (entre parèntesis, lloc de naixement)

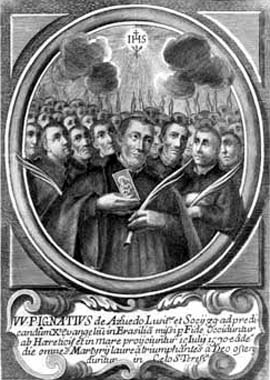
Gravat del s. XVIII amb els màrtirs.

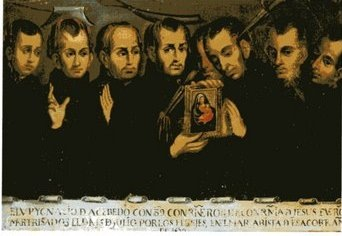
Quadre pintat cap al 1718 per Juan Manuel de Silva (Església del Salvador, La Palma).

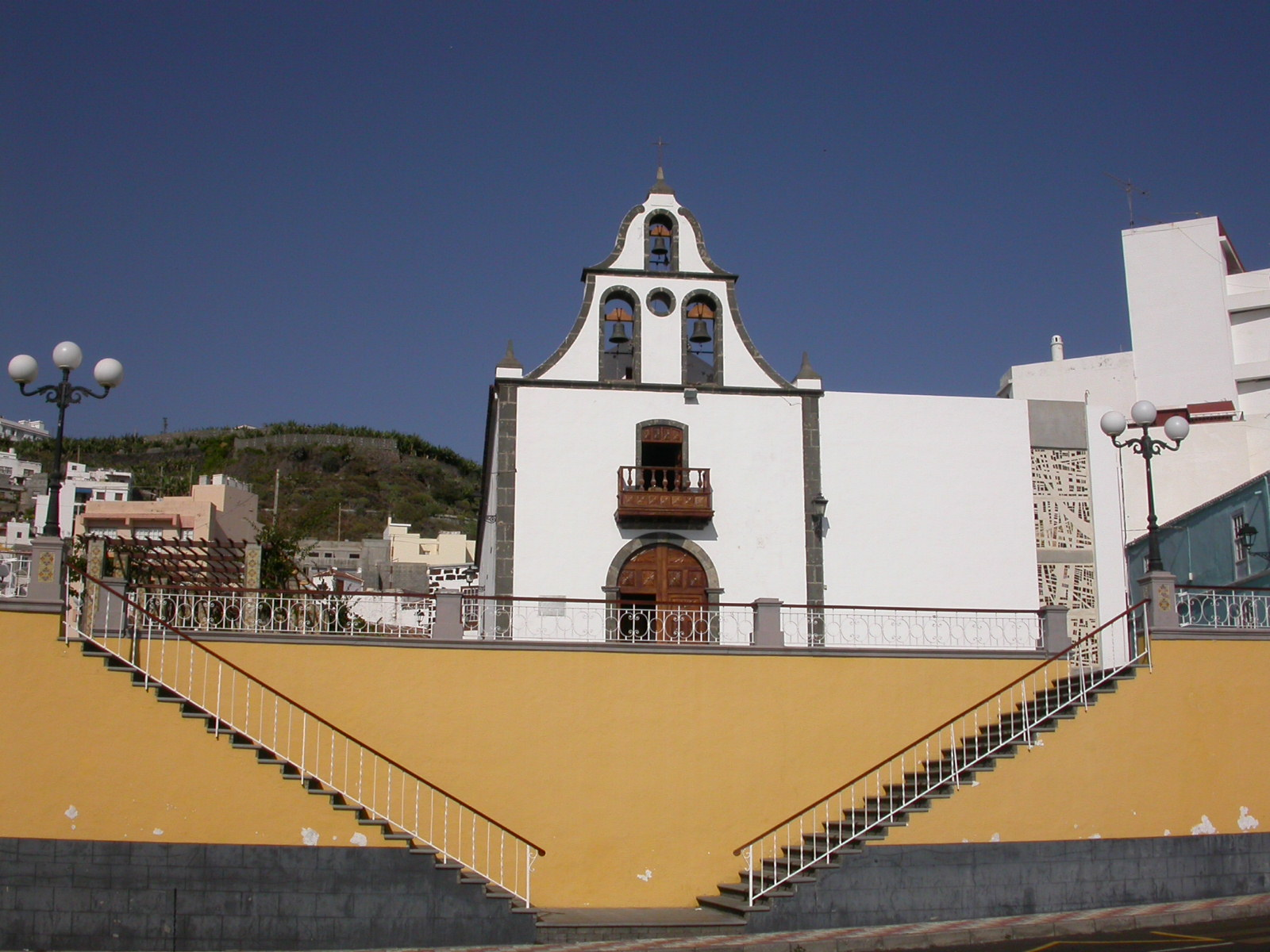
Església de Tazacorte

1. .	Inácio de Azevedo, sacerdot portuguès i director de l'expedició (Porto, Portugal, 1527)
2. .	Diogo de Andrade, sacerdot, (Pedrógão Grande, Portugal)
3. .	Bento de Castro, germà, estudiant (Chacim, Macedo de Cavaleiros, Portugal)
4. .	António Soares, germà, estudiant (Trancoso da Beira, Portugal)
5. .	Manuel Álvares, germà, coadjutor (Estremoz, Portugal)
6. .	Francisco Álvares, germà, coadjutor (Covilhã, Portugal)
7. .	Domingos Fernandes, germà, estudiant (Borba, Portugal)
8. .	João Fernandes, germà, estudiant (Braga, Portugal)
9. .	João Fernandes, germà, estudiant (Lisboa, Portugal)
10. .	António Correia, germà, estudiant (Porto, Portugal)
11. .	Francisco de Magalhães, germà, estudiant (Alcácer do Sal, Portugal)
12. .	Marcos Caldeira, germà (Vila da Feira, Portugal)
13. .	Amaro Vaz, germà, coadjutor (Benviver, Marco de Canavezes, Portugal)
14. .	Juan de Mayorga, germà, coadjutor (Donibane Garazi, Navarra, avui França, 1533)
15. .	Alonso de Baena, germà, coadjutor (Villatobas, Toledo, 1539)
16. .	Esteban de Zuraire, germà, coadjutor (Amescoa, Biscaia, 1548)
17. .	Juan de San Martín, germà, estudiant (Yuncos, Toledo)
18. .	Juan de Zafra, germà, coadjutor (Jerez de los Caballeros, Badajoz)
19. .	Francisco Pérez Godoy, germà, estudiant (Torrijos, Toledo), nebot de Teresa de Jesús
20. .	Gregorio Escribano, germà, coadjutor (Viguera, Logronyo)
21. .	Fernán Sánchez, germà, estudiant (Castella la Vella)
22. .	Gonçalo Henriques, germà, estudiant (Porto, Portugal)
23. .	Álvaro Mendes Borralho, germà, estudiant (Elvas, Portugal)
24. .	Pero Nunes, germà, estudiant (Fronteira, Portugal)
25. .	Manuel Rodrigues, germà, estudiant (Alcochete, Portugal)
26. .	Nicolau Diniz, germà, estudiant (Bragança, Portugal)
27. .	Luís Correia, germà, estudiant (Évora, Portugal)
28. .	Diogo Pires Mimoso, germà, estudiant (Nisa, Portugal)
29. .	Aleixo Delgado, germà, estudiant (Elvas, Portugal)
30. .	Brás Ribeiro, germà, coadjutor (Braga, Portugal)
31. .	Luís Rodrigues, germà, estudiant (Évora, Portugal)
32. .	André Gonçalves, germà, estudiant (Viana do Alentejo, Portugal)
33. .	Gaspar Álvares, germà, estudiant (Porto, Portugal)
34. .	Manuel Fernandes, germà, estudiant (Celorico da Beira, Portugal)
35. .	Manuel Pacheco, germà, estudiant (Ceuta)
36. .	Pedro Fontoura, germà, coadjutor (Chaves, Portugal)
37. .	António Fernandes, germà, coadjutor (Montemor-o-Novo, Portugal)
38. .	Simão da Costa, germà, coadjutor (Porto, Portugal)
39. .	Simão Lopes, germà, estudiant (Ourém, Portugal)
40. .	João Adaucto, acompanyant (Entre Douro e Minho, Portugal)

## Veneració
Benet XIV va reconèixer-los com a màrtirs en la butlla de 21 de setembre de 1742. Foren beatificats l'11 de maig de 1854 pel papa Pius IX. La festa litúrgica se celebra el 15 de juliol; en alguns llocs, el 17.
Al fons del mar, al lloc tradicional on es pensa que fou atacat el vaixell, es van col·locar, ja al segle xx, quaranta creu de pedra en memòria del fet.